# Zoológico de Hobart
O Jardim Zoológico de Hobart (também conhecido como Zoológico de Beaumaris) foi um jardim zoológico antiquado localizado em Queens Domain em Hobart, Tasmânia, Austrália. 

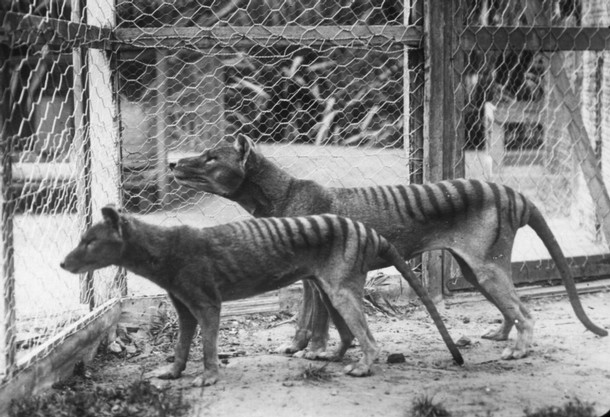
Um casal de Tilacinos antes de 1921 (Nota que o macho no fundo é maior do que o fêmea)

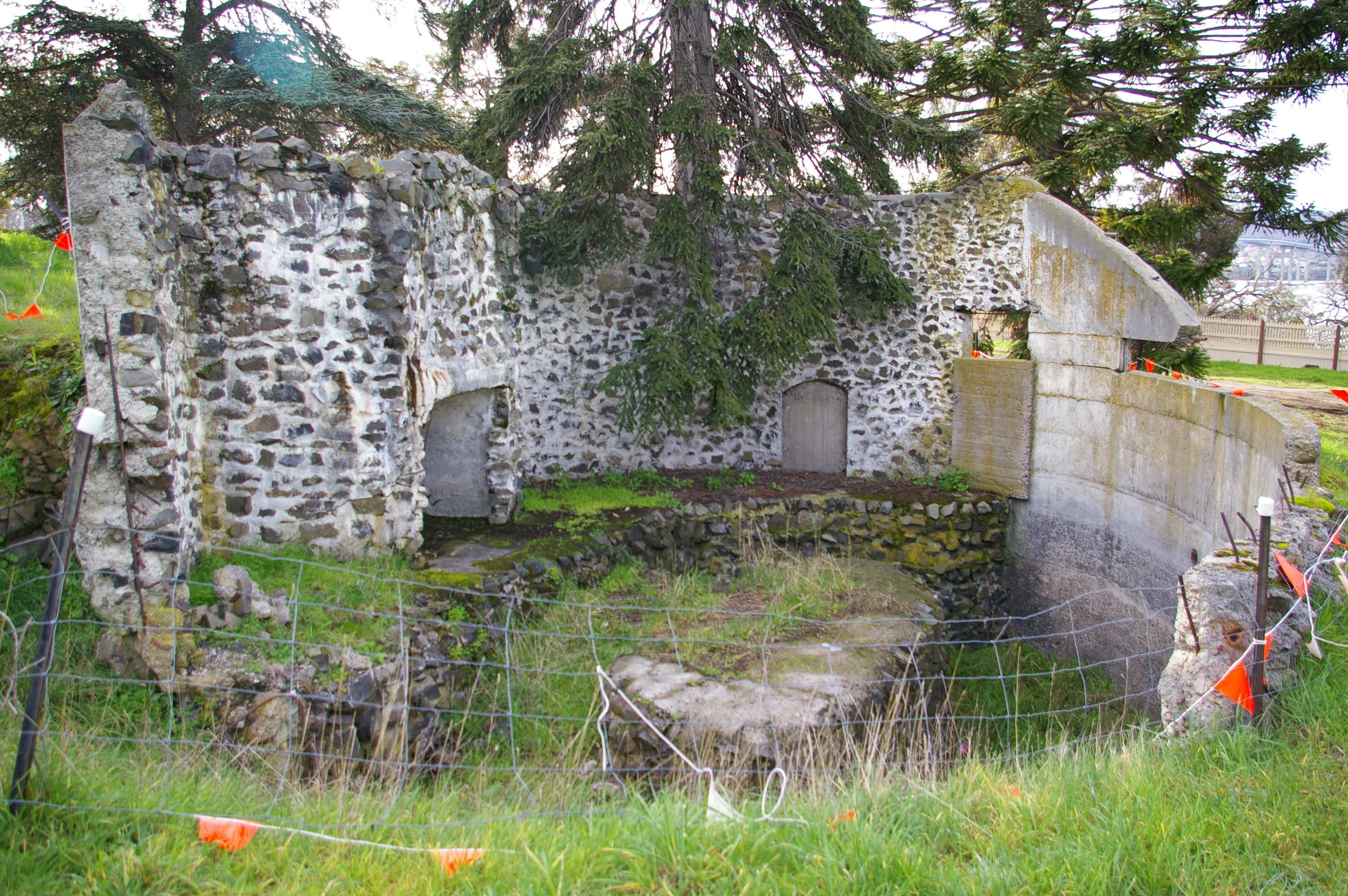
As ruínas do recinto do urso polar.

O Zoológico de Hobart é famoso por ter sido o local onde filmagens do último tilacino vivo conhecido foram feitas em 1936. Ele morreu no cativeiro do zoológico em 7 de setembro de 1936.

## História
O zoológico foi originalmente chamado de Beaumaris Zoo e foi inaugurado em 1895 na residência privada (chamada "Beaumaris") da socialite de Hobart, Mary Grant Roberts. A Sra. Roberts foi proprietária e administrou o zoológico de 1895 até sua morte em 1921. Este zoológico, que incluía um programa de reprodução de diabos da Tasmânia, reabilitou a imagem dos animais nativos e atraiu interesse científico por eles.

## Encerramento
O Zoológico foi fechado em 1937 devido a graves problemas financeiros. O local foi adquirido pela Marinha Real Australiana e convertido em um depósito de armazenamento de combustível para a base costeira próxima do HMAS Huon. A Marinha usou o local de 1943 até 1991, quando foi revertido para a Câmara Municipal de Hobart e foi usado como depósito de armazenamento.